# Лінкольн-коледж (Оксфорд)
Лінкольн-коледж (Lincoln College, повна назва The College of the Blessed Mary and All Saints, Lincoln) — один із коледжів Оксфордського університету. Заснований 1427 року. Розміщений у центрі міста.
Нині тут налічується понад 600 учнів, приблизно половина з них — на бакалавраті.